# Wilhelm Stahl (Tierzüchter)
Wilhelm Stahl (* 23. Oktober 1900 in Hilbeck; † 20. Januar 1980 in Rostock) war ein deutscher  Tierzüchter, Agrarwissenschaftler und Hochschullehrer.

## Leben und Wirken
Wilhelm Stahl absolvierte die Volksschule seines Heimatortes und das Gymnasium in Werl, studierte ab 1920 an der Universität Gießen Land- und Volkswirtschaft, wurde hier Mitglied der Burschenschaft Frankonia Gießen und wechselte an die Universität Göttingen. Hier schloss er 1923 mit dem Staatsexamen als Diplomlandwirt ab und promovierte 1924 bei Franz Lehmann mit einer Arbeit über die Stickstoffverwertung in der Schweinemast zum Dr. phil. Es folgten Tätigkeiten als landwirtschaftlicher Praktikant im Gut Evendorf bei Hannover, als Verwalter im Gut Höfer bei Celle und schließlich als Tierzucht- und Kontrollringassistent bei der Ostpreußischen Schweinezüchtervereinigung mit Sitz in Königsberg.
Ab 1. Januar 1928 arbeitete er als wissenschaftlicher Assistent an der damaligen Versuchswirtschaft für Schweinehaltung, -fütterung und -zucht (GmbH) in Ruhlsdorf, Kr. Teltow (Brandenburg) bei Karl Müller und wurde schon 1930 nach dessen Tod der  Nachfolger als Leiter. In diesen ersten Jahren besuchte Stahl noch Vorlesungen bei Carl Kronacher in Berlin und legte das preußische Examen als staatlicher anerkannter Tierzuchtleiter ab. Zum 1. Mai 1933 trat er der NSDAP bei. 1935 wurde die Versuchswirtschaft verstaatlicht, 1937 Stahl zum Professor (ohne Lehrauftrag) ernannt und damit in den preußischen Verwaltungsdienst übernommen. Die Einrichtung erhielt 1940 die Anerkennung als Versuchs- und Forschungsanstalt für Schweinehaltung. Bis 1945 entstanden hier 230 Publikationen zu den Bereichen Fütterung, Haltung, Züchtung, Tiergesundheit, Vermarktung sowie Aus- und Weiterbildung. In den letzten Kriegsjahren musste Stahl zusätzlich die Geschäftsführung des Reichsausschusses für Schlachtvieherzeugung, des Reichsverbandes Deutscher Schweinezüchter sowie die Redaktionsleitung der Zeitschrift für Schweinezucht, Schweinemast und Schweinehaltung übernehmen und dem Volkssturm beitreten. Daraus geriet er 1945 in sowjetische Kriegsgefangenschaft, wurde in mehreren Lagern interniert und schließlich nach Sibirien verbracht, wo er als Lazarettsanitäter für die Krankenpflege von Gefangenen und Wachmannschaften seines Lagers tätig war.
Am Ende des Jahres 1949 durfte Stahl nach Ruhlsdorf zurückkehren. Eine Übersiedlung nach Westdeutschland schloss er für sich aus. So wurde er ab 1950 Fachlektor im Deutschen Bauernverlag Berlin und Leiter der Redaktion für die Fachzeitschrift Tierzucht. Ab April 1950 übernahm er (bis 1956) den Lehrauftrag für Tierzucht an der Veterinärmedizinischen Fakultät der Humboldt-Universität Berlin (HUB), ab Dezember 1950 den Lehrauftrag an der Landwirtschaftlich-Gärtnerischen Fakultät und wurde hier 1951 zum Professor mit Lehrstuhl für Tierzucht und Direktor des Instituts für Tierzüchtung und Haustiergenetik sowie zusätzlich als Direktor des Instituts für Tierzucht an der Veterinärmedizin Fakultät – beide an der HUB – berufen, da die beiden Vorgänger (ohne ordnungsgemäße Abmeldung) in Westberlin verblieben waren. Weil die bisherigen Ställe in Berlin-Dahlem und der Koppehof bei Velten nicht mehr zur Verfügung standen, verlegte er die Forschungsarbeiten in die Versuchsgüter Berge bei Nauen (gehörte nun zur Landw.-Gärtn. Fakultät) und Groß Kreutz (Veterinärmed. Fakultät). Ab September 1952 als ordentliches Mitglied der Deutschen Akademie der Landwirtschaftswissenschaften zu Berlin (DAL) erhielt Stahl bald die Leitung der Sektion Tierzucht, Tierernährung und Binnenfischerei.
Im Jahre 1952 nahm Fritz Haring die Berufung an die Universität Göttingen an. Seine beiden bisherigen Stellen wurden Stahl übertragen. Damit übernahm letzterer 1953 zusätzlich zu seinen Berliner Aufgaben die (zunächst nebenamtliche) Leitung des Institutes für Tierzuchtforschung in Dummerstorf bei Rostock der Deutschen Akademie der Landwirtschaftswissenschaften zu Berlin (DAL), einen Lehrauftrag für Tierzucht und die kommissarische Leitung des Instituts für Tierzucht an der Landwirtschaftlichen Fakultät der Universität Rostock. Mit der planmäßigen Beendigung der Tätigkeiten an der HU-Universität Berlin im Jahre 1957 wurde er bei der DAL als Leiter des Instituts in Dummerstorf angestellt, erhielt nun eine Professur mit Lehrstuhl für Tierzucht an der Universität Rostock und die volle Leitungskompetenz für das entsprechende Institut.
Mit der endgültigen Abschottung der DDR im August 1961 übten verschiedene Personen und Gremien auch verstärkt Druck auf nicht linientreue Wissenschaftler aus. Stahl setzte sich z. B. mit der unwissenschaftlichen Vererbungslehre von Lyssenko auseinander, war mit dem überspitzten Offenstallbauprogramm nicht einverstanden und trat für politisch in Ungnade gefallene Mitarbeiter ein. Dafür erhielt er nun heftige Angriffe von den vorgesetzten Stellen. Wegen dieser ständigen Kritik an ihm und seiner Arbeit sah er sich außerstande, das Institut in Dummerstorf und die Sektion weiter zu leiten. So entzog ihm die Zentrale der DAL zum 1. Dezember 1961 beide Funktionen. Daraufhin wechselte das Anstellungsverhältnis für Stahl zur Universität Rostock: er wurde hauptamtlich Professor mit Lehrstuhl für allgemeine und spezielle Tierzucht und Direktor des dazugehörenden Instituts und blieb es bis 1966. Danach las er noch zwei Jahre über spezielle Haustiergenetik und betreute bis um 1975 Promotionen in Rostock. Er starb am 20. Januar 1980 in Rostock und wurde hier auch beigesetzt.

## Ehrenämter
- 1944–1945 Geschäftsführer des Reichsausschusses für Schlachtviehversorgung
- 1944–1945 Geschäftsführer des Reichsverbandes Deutscher Schweinezüchter – dem Reichsnährstand angegliedert
- 1944–1945 Schriftleiter der „Zeitschrift für Schweinezucht, Schweinemast und Schweinehaltung“
- 1950–1965 Schriftleiter der Fachzeitschrift Tierzucht
- 1952 ordentliches Mitglied der DAL zu Berlin
- 1953–1961 Leiter der Sektion Tierzucht, Tierernährung und Binnenfischerei der DAL
- 1957–1972 Gründer und Schriftleiter der Fachzeitschrift Archiv für Tierzucht
- Mitglied des Beirates für Landwirtschaftliche Produktionsgenossenschaften (LPG) beim Ministerrat der DDR
- Mitglied im wissenschaftlichen Beirat beim Staatssekretariat für das Hoch- und Fachschulwesen der DDR
- Mitglied im Redaktionsausschuss der Fachzeitschrift Züchtungskunde der Deutschen Gesellschaft für Züchtungskunde (DGfZ)
- Mitarbeiter der Zeitschrift Zuchthygiene, Fortpflanzungsstörungen und Besamung der Haustiere
- ab 1952 mehrmals Obmann für Schweine bzw. für die gesamte Tierschau bei den Landwirtschaftsausstellungen in Leipzig-Markkleeberg

## Würdigung
Stahl befasste sich in seiner Ruhlsdorfer Zeit nach dem Grundsatz aus der Praxis für die Praxis vor allem mit Fragen der Fütterung, Haltung und Zucht von Schweinen. Durch seine Lehrtätigkeit dehnte sich das ab 1950 auf alle Haustierarten einschließlich Kleintieren aus und bezog zuletzt auch genetische Zusammenhänge mit ein. Dabei ordnete er die Tierproduktion im Sinne des Kreislaufes Pflanze-Tier-Boden-Pflanze in die landwirtschaftliche Erzeugung und in die gesamte Volkswirtschaft ein.
Durch sein Wirken an vier Instituten betreute er in 25 Jahren über 70 Promotionen sowie über 10 Habilitationen. Damit ermöglichte er vielen Absolventen eine wissenschaftliche fundierte Tätigkeit und sicherte die nächste Generation an Hochschullehrern für Tierzucht im Raum Rostock bis Berlin. Legendär waren seine Jahresexkursionen mit den abendlichen Auswertungen bei den Praktikern.
Stahl behielt stets eine volle Übersicht zum Stand der Fachliteratur und konnte seinen Schülern dazu sogar  Thema und Quelle angeben. Zu einigen Grundsatzfragen hatte er anfangs konservative Standpunkte (z. B. Kreuzungszucht), vergab aber Themen zur Untersuchung auch solcher für ihn strittiger Probleme.
Er verbog sich nicht in den Jahren, in denen er hofiert wurde, und überwand persönliche Rückschläge, ohne daran zu zerbrechen.

## Auszeichnungen & Ehrungen
- 1954 Nationalpreis II. Klasse der DDR für Wissenschaft und Technik
- 1959 Vaterländischer Verdienstorden in Silber der DDR
- 1959 Ehrenpromotion zum Dr. agr. h. c. durch die Landw. Fakultät der Universität Leipzig
- 1970 eine Ehrenpromotion durch die Universität Rostock anlässlich des 70. Geburtstages wurde durch die SED-Bezirksleitung Rostock verhindert
- Benennung einer Straße in Dummerstorf in Wilhelm-Stahl-Allee
- Seit 1994 Durchführung der Wilhelm-Stahl-Symposien durch das Leibniz-Institut für Nutztierbiologie in Dummerstorf

## Schriften (Auswahl)
- Die biologische Wertigkeit der verdaulichen Stickstoffbilanz in argentinischem Fleischmehl, Trockenhefe und Fischmehl. Math.-naturwiss. Diss. in Göttingen, 1925, Pirna a. E., 1924, 60 S.
- Die Lehre von der Fütterung und Mast des Schweines. Von Franz Lehmann, hrsg. mit Heinrich Lüthge, Berlin : Pfennigsdorff, 1944, 147 S.
- Handbuch für Tierzüchter, Neumann-Verlag, 1959, 811 S.; Mitarbeit an fünf Kapiteln
- Lehrbriefe für das Fernstudium. Allgemeine Tierzucht (1), Berlin 1956, Leipzig 1959
- Fragen der Geflügelhaltung. Neue wissenschaftliche Erkenntnisse. Berlin 1956 (Bd. 6 Tagungsberichte der erweiterten Sitzung der Sektion Tierzüchtung und Tierernährung der Deutschen Akademie der Landwirtschaftswissenschaften zu Berlin).
- Gemeinsam mit Johannes Dobberstein: Probleme der Steigerung der tierischen Produktion. Vorträge und Diskussion der Wissenschaftlichen Tagung vom 10. bis 12. Oktober 1956 in Berlin. Berlin 1957.
- (Chefredakteur): Jugendernährung beim Rind. Berlin 1961.
- (Chefredakteur): Probleme der Offenstallhaltung bei Rindern. Berlin 1961.
- (Chefredakteur): Probleme der Steigerung der Milchleistung sowie der Milchinhaltsstoffe. Berlin 1961.
- Populationsgenetik für Tierzüchter. Berlin 1969. Tschechoslowakische Ausgabe Prag 1970, Sowjetische Ausgabe Moskau 1973, Rumänische Ausgabe Bukarest 1974.